# Jitka Hosprová
Jitka Hosprová (* 8. října 1975, Plzeň) je česká violová virtuoska. Hře na housle se začala učit již ve svých sedmi letech. Ve čtrnácti letech se začala věnovat hře na violu. Vystudovala konzervatoř v Plzni, pražskou HAMU a už jako studentka na konzervatoři sklízela úspěchy na mezinárodním poli. Dnes koncertuje po celém světě, hraje se špičkovými mezinárodními orchestry a je historicky první českou sólovou violistkou.

## Hudební kariéra
Od sedmi let hrála na housle, od roku 1989 pokračovala studiem hry na violu ve třídě Jana Motlíka na konzervatoři v Plzni a od roku 1995 na pražské HAMU pod vedením Jana Pěrušky. Ještě jako studentka konzervatoře získala 1. cenu v mezinárodní violové soutěži O cenu Beethovenova Hradce v Hradci nad Moravicí v kategorii do 18 let (1993) a působila jako koncertní mistryně skupiny viol v mezinárodním orchestru mladých Die Junge Ostereichische Philharmonie. Poté se začala věnovat sólové dráze.
Vystupovala nebo vystupuje s komorními soubory (Benewitzovo kvarteto, Wihanovo kvarteto, Stamicovo kvarteto a další) i symfonickými nebo komorními orchestry (Pražská komorní filharmonie, Symfonický orchestr hlavního města Prahy FOK, Symfonický orchestr Českého rozhlasu, Plzeňská filharmonie, Moravská filharmonie Olomouc, Severočeská filharmonie Teplice, Pražský komorní orchestr, Vídeňský rozhlasový orchestr ORF, France Chamber Orchestra a další).
Koncertuje v Evropě i USA. Od roku 2001 její nahrávky vycházejí na kompaktních discích. Vystupuje s klavírním doprovodem Štěpána Kose.

## Členství

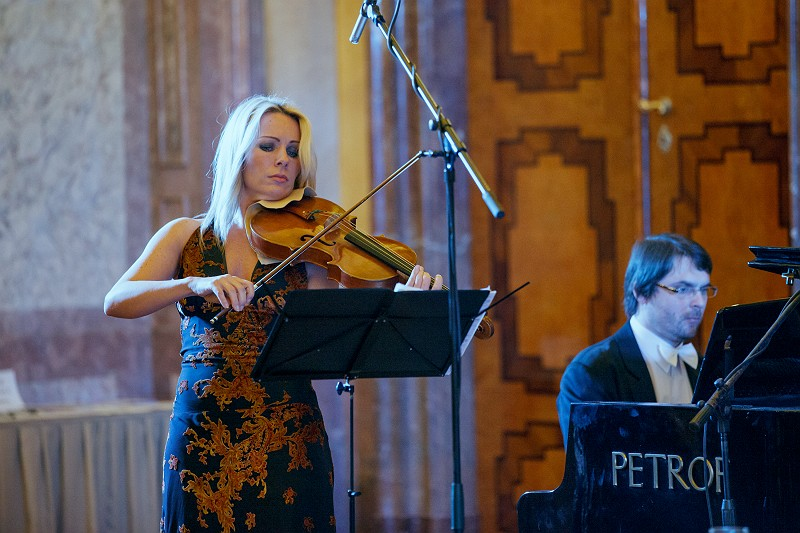
Violistka Jitka Hosprová v doprovodu klavíristy Štěpána Kose, Senát PČR, Valdštejnský palác, Praha, 2012.

Je členkou komorních souborů Duo Morpheus (Jitka Hosprová – viola, Michal Mašek – flétna), trio Siraels (Pavlína Senić – soprán, Jitka Hosprová – viola, Lada Bartošová – klavír) a Bohemia Luxemburg Trio (Carlo Jans – flétna, Jitka Hosprová – viola, Kateřina Englichová – harfa).

## Nástroje
Svoji sólovou hru na violu začínala s mistrovským nástrojem od Gaspara Strnada z roku 1792. Nyní hraje na nástroj českého mistra Petra Zdražila z roku 2010.

## Podpora lidských práv v ČLR

### Koncert v Senátu PČR 2012

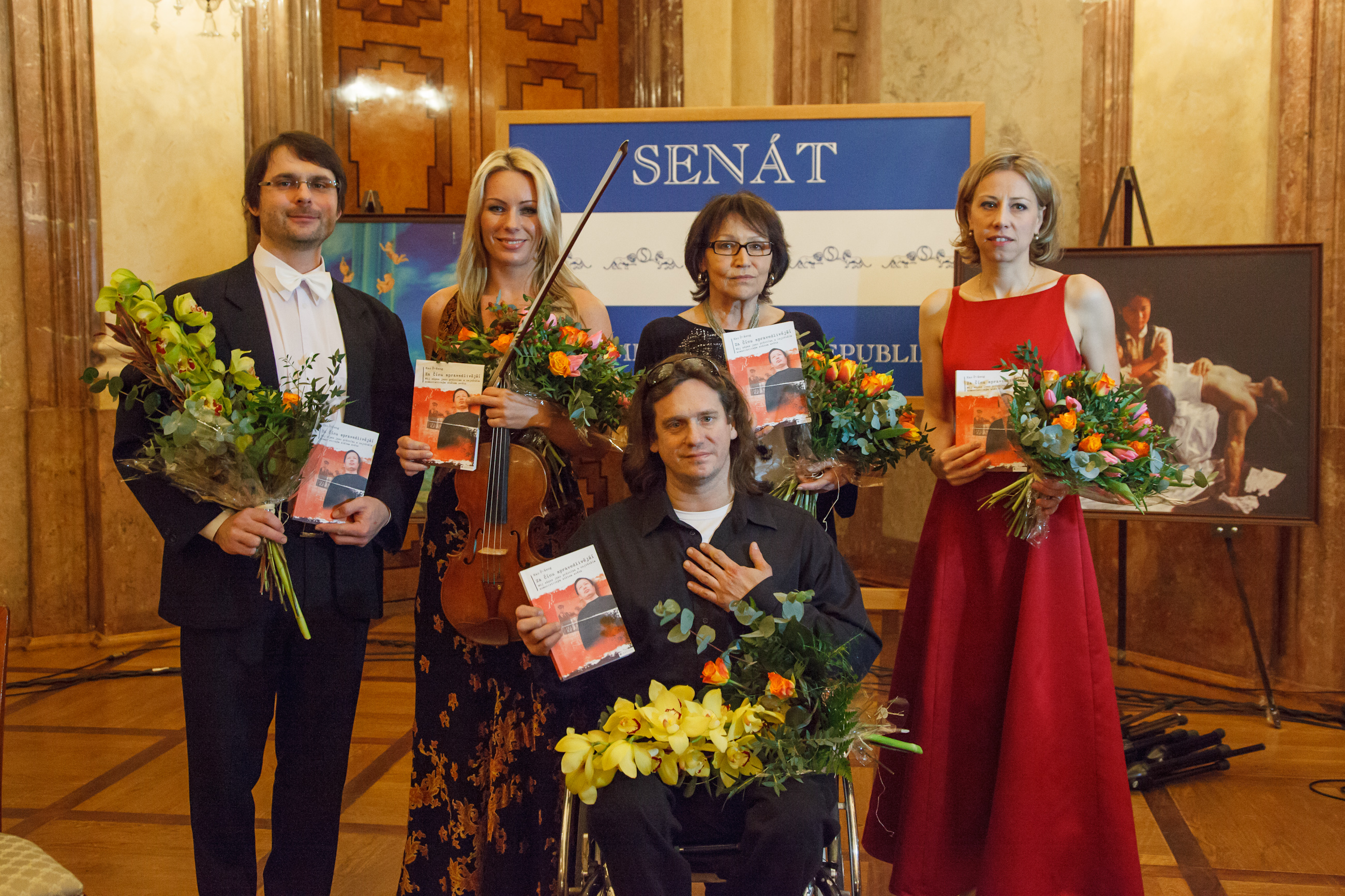
Skupinové foto účinkujících na koncertě za vězněného čínského právníka Kao Č'-šenga (zleva klavírista Štěpán Kos, violistka Jitka Hosprová, herec Jan Potměšil, zpěvačka Marta Kubišová, politička Kateřina Jacques)

27. ledna 2012 vystoupila Jitka Hosprová společně se zpěvačkou Martou Kubišovou a hercem Janem Potměšilem na dobročinném koncertu na podporu vězněného čínského advokáta Kao Č'-šenga a pronásledovaných praktikujících Fa-lun-kungu. Koncert proběhl v hlavním sále Senátu PČR pod záštitou místopředsedkyně senátu Aleny Palečkové.

### Koncert „Svědomí nelze koupit“ 2014
V pražském Kostele sv. Anny se 6. října 2014 konal koncert na podporu lidí nespravedlivě stíhaných čínským režimem, zejména následovníků Fa-lun-kungu a advokáta Kao Č'-šenga. Na akci nazvané „Svědomí nelze koupit“ vystoupili bez nároku na honorář zpěvačka Marta Kubišová, přední česká violová virtuoska Jitka Hosprová, herec Jan Potměšil, herec a zpěvák Jan Budař, dámské vokální kvarteto Yellow Sisters, zpěvačka a herečka Olga Lounová a kapela Daniel and the Moravians. Vystoupení pořádalo občanské sdružení Lidská práva bez hranic. Koncert proběhl pod záštitou Nadace Dagmar a Václava Havlových Vize 97. Koncert podpořili Jaroslav Dušek a Monika Šimůnková.
Na koncertu vystoupil také čínský emigrant žijící v Německu Kuo Ťu-feng, který byl v Číně po více než rok vězněn a mučen za to, že se věnoval praxi Fa-lun-kung a odmítl se podvolit nátlaku čínského režimu, který Fa-lun-kung 20. července 1999 zakázal.
Dalšími hosty byli religionista docent Zdeněk Vojtíšek z Karlovy univerzity, který hovořil o problematice pronásledování Fa-lun-kungu z hlediska religionistiky nebo politička Kateřina Jacques, která poukázala na nedávnou návštěvu čínského politika Čanga Kao-liho v Praze v čele pětisetčlenné čínské delegace. Vicepremiér Čang Kao-li je důvodně podezřelý ze zapojení do genocidy Fa-lun-kungu; opakovaně vydával v rámci svých úřednických postů nařízení k zásahům proti Fa-lun-kungu, v důsledku čehož došlo podle organizace WOIPFG k padesáti šesti ověřeným úmrtím. Podle stránek minghui.org spojených s hnutím Fa-lun-kung vedla nařízení Čanga Kao-liho k tisícům případů zatčení, věznění a mučení následovníků Fa-lun-kungu.

## Diskografie
- Rhapsody (Slavický, Martinů, Lukáš, Britten, Bodorová, Monti, 2001)
- Martinů/Stamitz/Lukáš – s Pražským komorním orchestrem (2005)
- Feld/Kalabis/Lukáš – s Pražským komorním orchestrem (2006)
- Mozart/Debussy/Jolivet/Beethoven – Bohemia Luxembourg Trio (2006)
- Quattro Plays Quattro (Bodorová, Mácha, Lukáš) – Quattro Orchestra (2008)
- Rebecca Clarke/Arvo Pärt/Darius Milhaud – Duo Morpheus (2009)
- Jan Klusák: Monology – různí interpreti (2009)
- Ja ra laj (Bodorová a romské písně, 2009)
- Chanson dans la nuit (Song in the Night) Jitka Hosprová – viola, Kateřina Englichová – harfa (2012)